# Bayawan
Bayawan é uma cidade de segunda classe de renda da cidade na província Negros Oriental, nas Filipinas. De acordo com o censo de 1 maio  de  2020 possui uma população de 122 747 pessoas e 29 403 domicílios.